# مرکز ملی تیراندازی (برزیل)

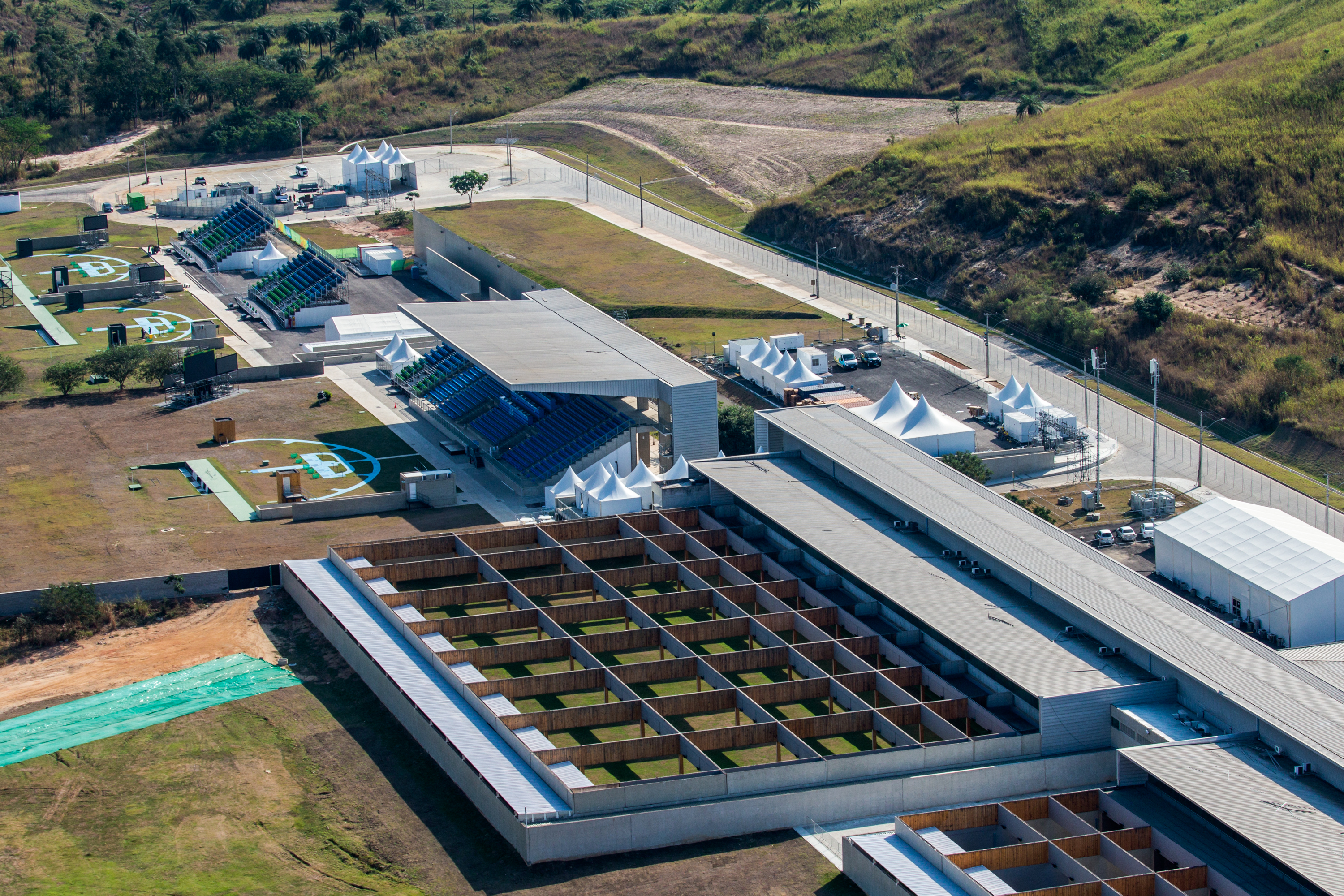
نمایی از مرکز ملی تیراندازی ریودو ژانیرو - ۲۰۱۶

مرکز ملی تیراندازی ریودو ژانیرو (انگلیسی: National Shooting Center) یک ورزشگاه مخصوص تیراندازی در شهر ریودو ژانیرو، برزیل است.
این ورزشگاه که ظرفیت بخش‌های مختلف آن ۵۰۰ تا ۲۰۰۰ نفر می‌باشد میزبان مسابقات تیراندازی بازی‌های المپیک تابستانی ۲۰۱۶ خواهد بود.